# Karusasaurus polyzonus
Espèce
Synonymes
- Cordylus polyzonus Smith, 1838

Statut CITES
Karusasaurus polyzonus est une espèce de sauriens de la famille des Cordylidae.

## Répartition
Cette espèce se rencontre en Namibie et dans l'ouest de l'Afrique du Sud.

## Publication originale
- Smith, 1838 : Contributions to South African zoology. Art. VI. Annals And Magazine Of Natural History, ser. 1, vol. 2, p. 30-33 (texte intégral).